# فوتبال‌ماهی
 فوتبال‌ماهی(نام علمی: Himantolophus) نام یک سرده از راسته قلابچه‌ماهی است.